# Premier League 2001-02

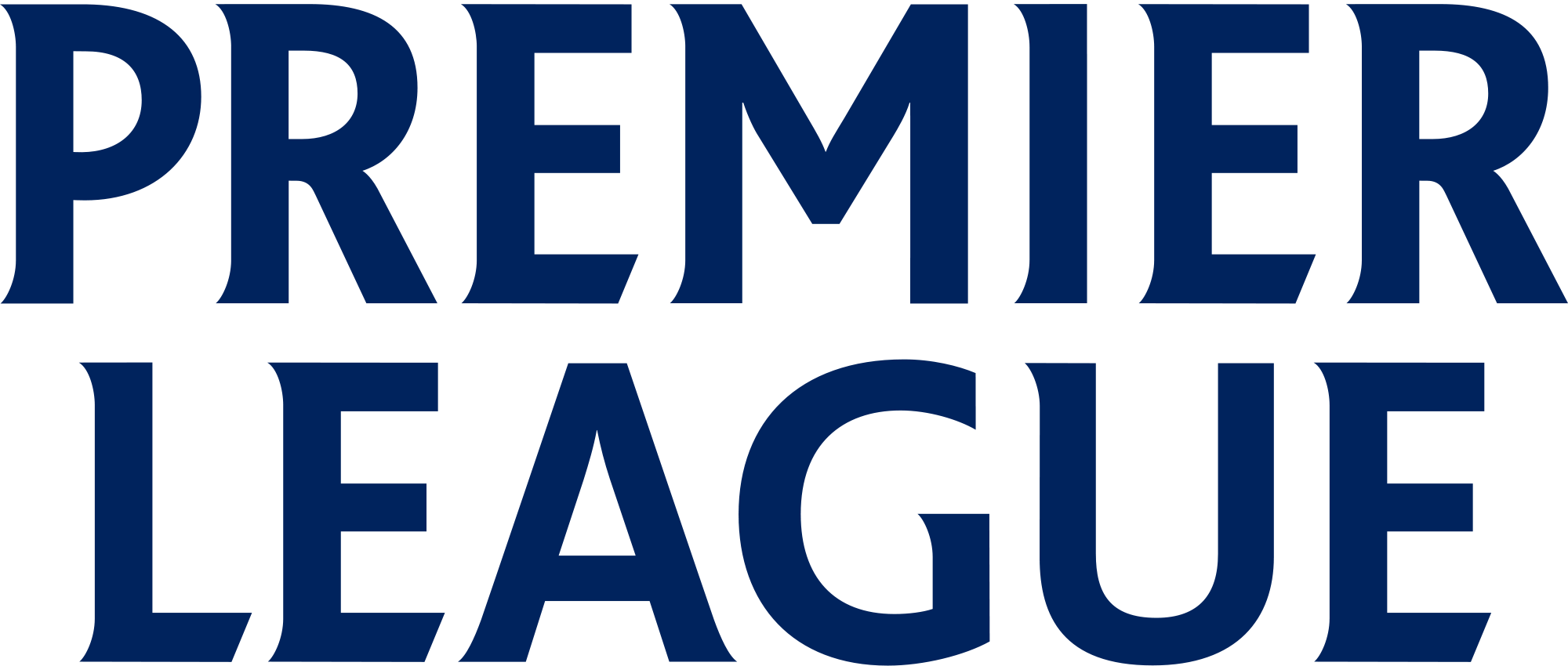
Logo de la temporada 2001-02.

La temporada 2001-02 de la Premier League  fue la décima edición de la máxima categoría de fútbol en Inglaterra.

## Equipos participantes

### Ascensos y descensos
| Pos | Descendidos de Premier League |
| --- | ----------------------------- |
| 18º | Manchester City               |
| 19º | Coventry City                 |
| 20º | Bradford City                 |

| Pos   | Ascendidos de la First Division |
| ----- | ------------------------------- |
| 1º    | Fulham                          |
| 2º    | Blackburn Rovers                |
| Prom. | Bolton Wanderers                |

## Clasificación general
| Pos. | Equipo            | Pts. | PJ | G  | E  | P  | GF | GC | Dif. | Clasificación 2002-03                                       |
| ---- | ----------------- | ---- | -- | -- | -- | -- | -- | -- | ---- | ----------------------------------------------------------- |
| 1    | Arsenal (C)       | 87   | 38 | 26 | 9  | 3  | 79 | 36 | +43  | Fase de grupos de la Liga de Campeones                      |
| 2    | Liverpool         | 80   | 38 | 24 | 8  | 6  | 67 | 30 | +37  | Fase de grupos de la Liga de Campeones                      |
| 3    | Manchester United | 77   | 38 | 24 | 5  | 9  | 87 | 45 | +42  | Tercera ronda previa de la Liga de Campeones                |
| 4    | Newcastle United  | 71   | 38 | 21 | 8  | 9  | 74 | 52 | +22  | Tercera ronda previa de la Liga de Campeones                |
| 5    | Leeds United      | 66   | 38 | 18 | 12 | 8  | 53 | 37 | +16  | Primera ronda de la Copa de la UEFA                         |
| 6    | Chelsea           | 64   | 38 | 17 | 13 | 8  | 66 | 38 | +28  | Primera ronda de la Copa de la UEFA                         |
| 7    | West Ham United   | 53   | 38 | 15 | 8  | 15 | 48 | 57 | −9   |                                                             |
| 8    | Aston Villa       | 50   | 38 | 12 | 14 | 12 | 46 | 47 | −1   | Tercera ronda de la Copa Intertoto                          |
| 9    | Tottenham Hotspur | 50   | 38 | 14 | 8  | 16 | 49 | 53 | −4   |                                                             |
| 10   | Blackburn Rovers  | 46   | 38 | 12 | 10 | 16 | 55 | 51 | +4   | Primera ronda de la Copa de la UEFA                         |
| 11   | Southampton       | 45   | 38 | 12 | 9  | 17 | 46 | 54 | −8   |                                                             |
| 12   | Middlesbrough     | 45   | 38 | 12 | 9  | 17 | 35 | 47 | −12  |                                                             |
| 13   | Fulham            | 44   | 38 | 10 | 14 | 14 | 36 | 44 | −8   | Tercera ronda de la Copa Intertoto                          |
| 14   | Charlton Athletic | 44   | 38 | 10 | 14 | 14 | 38 | 49 | −11  |                                                             |
| 15   | Everton           | 43   | 38 | 11 | 10 | 17 | 45 | 57 | −12  |                                                             |
| 16   | Bolton Wanderers  | 40   | 38 | 9  | 13 | 16 | 44 | 62 | −18  |                                                             |
| 17   | Sunderland        | 40   | 38 | 10 | 10 | 18 | 29 | 51 | −22  |                                                             |
| 18   | Ipswich Town      | 36   | 38 | 9  | 9  | 20 | 41 | 64 | −23  | Descenso de categoría y Primera ronda de la Copa de la UEFA |
| 19   | Derby County      | 30   | 38 | 8  | 6  | 24 | 33 | 63 | −30  | Descenso de categoría                                       |
| 20   | Leicester City    | 28   | 38 | 5  | 13 | 20 | 30 | 64 | −34  | Descenso de categoría                                       |

 Fuente: [cita requerida]
Notas:
1. ↑  El Chelsea se clasificó a la Copa de la UEFA 2002-03 como subcampeón de la FA Cup 2001-02, ya que el campeón Arsenal, se clasificó a la Liga de Campeones de Europa 2002-03.
2. ↑  El Blackburn Rovers se clasificó a la Copa de la UEFA 2002-03 como campeón de la Copa de la Liga 2001-02.
3. ↑  El Ipswich Town se clasificó a la Copa de la UEFA 2002-03 por invitaciones de Fair Play por parte de la UEFA, a pesar de haber descendido.

| Bandera de Inglaterra      |
| Campeón Arsenal 12º título |

### Estadísticas de la liga
| Goles totales:                 | 1001 |
| Promedio de goles por partido: | 2.63 |

## Máximos goleadores
| Jugador                 | Goles | Equipo            |
| ----------------------- | ----- | ----------------- |
| Thierry Henry           | 24    | Arsenal F.C.      |
| Jimmy Floyd Hasselbaink | 23    | Chelsea F.C.      |
| Ruud van Nistelrooy     | 23    | Manchester United |
| Alan Shearer            | 23    | Newcastle United  |
| Michael Owen            | 19    | Liverpool F.C.    |
| Ole Gunnar Solskjær     | 17    | Manchester United |